# Andreas Schröder (Kirchenmusiker)
Andreas Schröder (* 9. Juni 1939 in Leipzig; † 12. Juli 2025 in Karlsruhe) war ein deutscher Kirchenmusiker und Hochschullehrer.

## Leben
Andreas Schröder wuchs in Dresden auf und war Mitglied im Dresdner Kreuzchor. Er wollte ursprünglich Architektur studieren, aber in der DDR wurde ihm das nicht erlaubt. Er verließ seine Heimat und studierte in Freiburg im Breisgau Musik.
Andreas Schröder konvertierte zum katholischen Glauben und war ab 1965 bis zu seiner Pensionierung Kantor von St. Stephan (Karlsruhe). Ab 1979 lehrte er zusätzlich als Professor an der Hochschule für Musik Karlsruhe. Zuletzt war er Kirchenmusikdirektor, bis er 2005 in den Ruhestand ging. Sein Nachfolger ist Patrick Fritz-Benzing.

## Ehrungen
- Bundesverdienstkreuz (2000)